# Флинтстоуны
Флинтсто́уны (англ. The Flintstones) — американский комедийный мультсериал, рассказывающий о жизни Фреда Флинтстоуна и его друзей в каменном веке. Оригинальный мультсериал транслировал телеканал ABC с 30 сентября 1960 по 1 апреля 1966 года. Всего вышло 166 серий, разбитых на 6 сезонов. В 2006 году сериал официально вышел на DVD.

## Описание
Основная идея сериала заключается в карикатурном изображении американского общества 1950-х гг., помещённого в условия вымышленного каменного века (что, впрочем, не мешает персонажам праздновать Рождество Христово и носить библейские имена). Действие разворачивается в городке под названием Бедрок (англ. Bedrock — скальное основание). Главный герой сериала — Фред Флинтстоун, типичный представитель рабочего класса. Среднего возраста, плотного телосложения, работает на стройке, женат, является капитаном любительской команды игроков в боулинг. Через забор от Флинтстоунов живут Барни и Бетти Раббл, с которыми они дружат семьями.
Поскольку этот вариант каменного века является вымышленным, окружение Фреда Флинтстоуна имитирует современное (для конца 1950-х годов) американское общество. Также современным является и уровень развития техники, адаптированный под антураж каменного века: жители Бедрока передвигаются на автомобилях, отталкиваясь ногами от земли (хотя автомобиль Флинтстоунов также работает на бензине), используют для добычи огня зажигалки, в корпусе которых вместо кремня и фитиля находятся скрещенные деревянные палочки, используют динозавров как рабочие механизмы, прочие звери и птицы выполняют роль домашней электротехники.
Также животные каменного века здесь изображаются в виде домашних питомцев: Дино — любимец Флинтстоунов, динозавр ростом с человека, кроме него у них живёт Киса (англ. Baby Puss), саблезубый кот (появляется крайне редко); соседи Флинтстоунов Рабблы держат дома Хоппи — животное, которое можно определить как помесь динозавра и кенгуру.
По мотивам мультсериала было снято несколько полнометражных фильмов, с реальными людьми в роли персонажей.

## Основные персонажи
- Фред Флинтстоун (полное имя Фредерик Джозеф Флинтстоун) — главный герой сериала.
- Уилма Флинтстоун — жена Фреда.
- Барни (Бернард) Раббл — сосед Фреда и его «лучший друг до гроба».
- Бетти (Элизабет) Раббл — жена Барни и соседка Фреда, очень вежливая и рассудительная.
- Бамм-Бамм Раббл — приёмный сын Рабблов, неестественно сильный мальчик (в полнометражном мультфильме «Флинтстоуны: Ябба-Дабба Ду![англ.]» становится мужем Пебблс), появляется в 4-м сезоне в серии «Малыш Бамм-Бамм» (англ. Little Bamm-Bamm).
- «Крошка» Пебблс Флинтстоун — малолетняя дочь Флинтстоунов (история её появления на свет раскрывается в 3-м сезоне в серии «Благословенное событие» (англ. The Blessed Event)).

## Часто появляющиеся персонажи
- Арнольд — 8—10-летний мальчик, разносчик газет. Постоянно нервирует Фреда тем, что напоминает ему о деньгах, которые тот ему не вернул. Постоянно выигрывает у Фреда в различных играх, а также нечаянно (а может быть и нарочно) газетой попадает Фреду в лицо. Поскольку газеты в каменном веке печатаются на каменных табличках - это очень больно. В одном из эпизодов в кошмарном сне Фреда стал мужем его дочери Пебблс.
- Дино — динозавр (породы сноркозавр), фиолетового (хотя в некоторых сериях синего, красного, коричневого) цвета. Является домашним животным четы Флинтстоунов. О появлении Дино в доме Флинтстоунов рассказывается в серии The Snorkasaurus Hunter («Охота на сноркозавра», 1 сезон, 18 эпизод). Размер Дино сильно варьирует: в «Охоте на сноркозавра» он сначала был размером с медведя, затем стал размером с кенгуру, ну а в последующих эпизодах стал размером с большую собаку. В вышеупомянутом эпизоде Дино говорил человеческим голосом (хотя и говорил, что издаёт звуки «снурк-снурк»), а в последующих — просто тявкал.
- Хоппи (в русском переводе с канала 2х2 — Прыгало, с канала Boomerang — Прыгуру) — домашний питомец семейства Рабблов, помесь динозавра и кенгуру, появляется в первой серии 5-го сезона (Hop Happy).
- Тёща Перл Слэгхупл — мать Уилмы. Крупная женщина, недолюбливающая Фреда. Носит розовую в полоску шкуру.
- Мистер Слэйт — начальник Фреда (в ранних эпизодах был мистером Рокхедом). Одет в синюю с полосками шкуру и галстук (реже — в серую или коричневую шкуру). Женат. Ценит Фреда как сотрудника, но иногда считает его дураком. Мистер Слэйт владеет пещеростроительной компанией.
- Великий Газу (англ. The Great Gazoo) — инопланетянин с планеты Зетокс, сосланный на Землю из будущего в качестве наказания и появляющийся в большей части серий 6 сезона. Чтобы заслужить прощение, Газу должен совершать хорошие поступки. Так как его нашли Фред и Барни, он решил помогать им, используя свои способности искажать реальность, однако, его помощь зачастую приводит только к большим проблемам. Газу могут видеть и слышать Фред и Барни, маленькие дети и животные.

## Разное
- Изначально сериал носил название The Flagstones, но его изменили, чтобы избежать ассоциаций с персонажами сериала «Hi and Lois» по фамилии Flagston. Вторым вариантом был The Gladstones,, который был изменён на устоявшийся The Flintstones.
- Спонсором первых сезонов выступала сигаретная марка Winston. Начальные и конечные титры каждой серии включали небольшой фрагмент, в котором персонажи сериала закуривали сигарету и произносили слоган «Winston tastes good like a cigarette should». После запрета в 1970 году рекламы табачных изделий на телевидении эти сцены были вырезаны.
- Первоначально сериал был ориентирован на взрослую аудиторию.
- Фирменный крик «Yabba-Dabba Do!» предоставил Фреду актёр озвучивания Алан Рид. В своих воспоминаниях Джозеф Барбера рассказывает[2]: Во время записи голоса Алан спросил: Эй, Джо, могу я вместо «yahoo» сказать «yabba-dabba-doo»? Я ответил да. Одному Богу известно, откуда он взял это словечко, но это была одна из тех запоминающихся фраз, которые живут с вами годами.
- Сериал стал первым американским мультипликационным шоу, в котором два персонажа противоположного пола (Фред и Уилма) были изображены спящими в одной кровати (хотя они также часто изображаются спящими в отдельных кроватях).
- 24 января 1961 года актёр озвучания Барни Раббла Мел Бланк попал в серьёзную автомобильную катастрофу, получил переломы обеих ног и травму головы, в результате которой провёл три недели в коме. На время его отсутствия (пять эпизодов) роль Барни Раббла озвучивал Доуз Батлер. После выхода нескольких эпизодов продюсеры ABC распорядились установить в резиденции Бланка записывающее оборудование, чтобы тот смог работать над озвучанием, не покидая дома.
- В одном из эпизодов появляется Мишка Йоги. Он также упоминается в другом эпизоде.
- В Рождественских выпусках, Флинстоуны празднуют Рождество Христово до рождения Христа.

## Список серий

### Первый сезон
1. Флинтстоунский лётчик (премьерный показ 30 сентября 1960 года)
2. Горячие губы Хэнниган
3. Бассейн
4. Помощь не требуется
5. Раздвоение личности
6. Монстр из смоляной ямы
7. Няни
8. На скачках
9. Обручальное кольцо
10. Холлирок, вот и я
11. Чемпион по гольфу
12. Лотереи билетов
13. Драйв-ин
14. Бродяга
15. Вечеринка для девушек
16. Уроки танцев Артура Квори
17. Большое ограбление банка
18. Охота на сноркозавра
19. Горячее фортепиано
20. Гипнотизёр
21. Любовные письма на камнях
22. Магнат
23. Орехи Астра
24. Долгие, долгие выходные
25. В тесте
26. Хороший скаут
27. Аренда квартир
28. Фред Флинтстоун до и после (премьерный показ 7 апреля 1961 года)

### Второй сезон
1. Авторы хитов (англ. The Hit Song Writers)
2. Droop Along Flintstone
3. The Missing Bus
4. Alvin Brickrock Presents
5. Fred Flintstone Woos Again
6. The Rock Quarry Story
7. The Soft Touchables
8. Flintstone Of Prinstone
9. The Little White Lie
10. Social Climbers
11. The Beauty Contest
12. The Masquerade Ball
13. The Picnic
14. The House Guest
15. The X-Ray Story
16. The Gambler
17. A Star Is Almost Born
18. The Entertainer
19. Wilma’s Vanishing Money
20. Fuedin' And Fussin'
21. Impractical Joker
22. Operation Barney
23. The Happy Household
24. Fred Strikes Out
25. This Is Your Lifesaver
26. Trouble-In-Law
27. The Mailman Cometh
28. The Rock Vegas Story
29. Divided We Sail
30. Kleptomaniac Caper
31. Latin Lover
32. Take Me Out To The Ball Game

### Третий сезон
1. Дино идет в Голлирок
2. Новый босс Фреда
3. Невидимый Барни
4. Боулинговый балет
5. Подергивание
6. Вот и снег в твоих глазах
7. Конвенция Буффало
8. Маленький незнакомец
9. Малыш Барни
10. Hawaian Escapade
11. Женский день
12. Орех, но зуб
13. High School Fred
14. Dial S For Suspicion
15. Flash Gun Freddie
16. The Kissing Burglar
17. Wilma, The Maid
18. Герой
19. Сюрприз
20. Визит свекрови
21. Foxy Grandma
22. Новая работа Фреда
23. Благословенное событие
24. Carry On, Nurse Fred
25. Ventriloquist Barney
26. Большое движение
27. Swedish Visitors
28. Вечеринка на День рождения

### Четвёртый сезон
1. Ann-Margrock Presents
2. Gloom Groom
3. Little Bamm-Bamm
4. Dino Disappears
5. Fred’s Monkeyshines
6. The Flintstone Canaries
7. Glue For Two
8. Big League Freddie
9. Old Lady Betty
10. Sleep On, Sweet Fred
11. Kleptomaniac Pebbles
12. Daddy’s Little Beauty
13. Daddies Anonymous
14. Peek-a-Boo Camera
15. Once Upon a Coward
16. Ten Little Flintstones
17. Fred El Terrifico
18. Flintstone Hillbillies
19. Flintstone And The Lion
20. Cave Scout Jamboree
21. Room For Two
22. Ladies' Night At The Lodge
23. Reel Trouble
24. Son Of Rockzilla
25. Bachelor Daze
26. Operation Switchover

### Пятый сезон
1. Hop Happy
2. Monster Fred
3. Itty Biddy Freddy
4. Pebbles' Birthday Party
5. Bedrock Rodeo Round-Up
6. Cinderellastone
7. A Haunted House Is Not a Home
8. Dr. Sinister
9. The Gruesomes
10. The Most Beautiful Baby In Bedrock
11. Dino And Juliet
12. King For a Night
13. Indianrockolis 500
14. Adobe Dick
15. Christmas Flintstone
16. Fred’s Flying Lesson
17. Fred’s Second Car
18. Time Machine
19. The Hatrocks And The Gruesomes
20. Moonlight And Maintenance
21. Sheriff For a Day
22. Deep in the Heart of Texarock
23. The Rolls Rock Caper
24. Superstone
25. Fred Meets Hercurock
26. Surfin' Fred

### Шестой сезон
1. No Biz Like Show Biz
2. The House That Fred Built
3. The Return Of Stony Curtis
4. Disorder In The Court
5. Цирковой бизнес (англ. Circus Business)
6. Саманта (англ. Samantha)
7. The Great Gazoo
8. Rip Van Flintstone
9. The Gravelberry Pie King
10. The Stonefinger Caper
11. The Masquerade Party
12. Shinrock-A-Go-Go
13. Royal Rubble
14. Seeing Doubles
15. How To Pick a Fight With Your Wife Without Really Trying
16. Fred Goes Ape
17. The Long, Long, Long Weekend
18. Two Men On a Dinosaur
19. The Treasure Of Sierra Madrock
20. Curtain Call At Bedrock
21. Boss For a Day
22. Fred’s Island
23. Jealousy
24. Dripper
25. My Fair Freddy
26. The Story Of Rocky’s Raiders

## Продолжение
В марте 2023 года стало известно, что компания Fox работает над спин-оффом мультсериала «Флинтстоуны» — комедийным мультсериалом «Бедрок», рассчитанным на взрослую аудиторию. Сценаристом и шоураннером проекта выступит Линдси Кернс, а исполнительным продюсером — Элизабет Бэнкс. События в спин-оффе развернутся через 20 лет, а Каменный век сменится на Бронзовый. В 2024 году, компания Fox сообщила о приостановке работ.